# George de Lacy Evans
George de Lacy Evans, né en 1787 à Moig, comté de Limerick en Irlande, mort le 9 janvier 1870 à Londres, est un député et général britannique qui traversa quatre conflits du XIXe siècle et de nombreuses batailles.

## Biographie

### Famille
En 1834, il épouse Josette Arburthnot, la fille du colonel R. Arburthnot et n'a pas d'enfants.

### Carrière militaire
En 1806, après des études à l'Académie royale militaire de Woolwich, il entre comme enseigne dans l'armée anglaise puis, en 1808, au 22e Régiment d'Infanterie (22nd Regiment of Foot). De 1807 à septembre 1810, il sert aux Indes, où il combat les Pindarî et le Nawab Mahammad Amir Khan (1788-1834), puis il participe à la prise de l'Ile de France (Ile Maurice).
En 1812, il est lieutenant au 3e Dragons-Légers (3rd Light Dragoons) et rejoint l'Espagne. Le 25 juin 1813, il participe à la bataille de Tolosa. Le 10 août 1814, toujours au 3e Dragons-Légers, il participe à la prise de Toulouse.
Débarqué en Amérique en 1813, il est officier attaché au quartier-général des troupes britanniques, il gardera ce poste la durée des opérations. Le 24 août 1814, il a le grade de major à la bataille de Bladensburg, où il a deux chevaux tués sous lui. Puis, lors de l'Incendie de Washington, il s'empare du bâtiment du Congrès américain à la tête de ses hommes.
Le 12 septembre 1814, il combat à la bataille de North Point aux abords immédiats de Baltimore. Jusqu'au 15 septembre 1814, il participe à la bataille de Baltimore et, le 8 janvier 1815, est grièvement blessé à la bataille de la Nouvelle-Orléans.
En juin 1815, il participe en tant qu'aide de Camp du général William Ponsonby à la bataille des Quatre Bras, et à la bataille de Waterloo. Jusqu'en 1818, il est en France avec les troupes d'occupations coalisées.
Il commande en 1835 une unité de volontaires de 10 000 hommes (Légion auxiliaire anglaise) envoyée en Espagne pour aider Isabelle II d'Espagne. Il installe son quartier-général à Saint-Sébastien, qu'il défend et, où le port lui procure l'appui de la Royal Navy.
Le 17 et 18 janvier 1836, il participe à la bataille d'Arlaban. En 1837, il est l'un des principaux acteurs de la bataille d'Oriamendi, où il subit de sévères pertes. Après la prise d'Hernani, Oyarzun, Irun, il termine cette guerre en mai par la prise de Fontarrabie. Le titre de Lieutenant-Général des armées d'Espagne lui est décerné.
En 1853, il est promu colonel du 21e Régiment d'Infanterie (21st Regiment of Foot) puis, en juin 1854, lieutenant-général. Il commande alors la 2e Division d'Infanterie britannique (2nd Infantry Division) faite de six régiments et deux batteries d'artillerie de campagne à la bataille de l'Alma où il est blessé, et à la bataille d'Inkerman.
En février 1855, il est célébré en séance par le Parlement britannique. Début 1856, il est au conseil des généraux alliés en France, aux Tuileries, en présence de Napoléon III.

### L'homme public
De mai 1830 à 1832, il est député pour la ville de Bye en battant Sir John Cam Hobhouse. Il siège avec le Parti Libéral. Il vote avec l'opposition la loi de réforme électorale (Reform Act 1832) et appui fermement John Russell.
Il effectue en 1832 une courte mission diplomatique auprès de Pierre IV. De 1833 à 1841, il est député pour Westminster.
En 1834-1835 et de 1841 à 1846, sous les gouvernements de Robert Peel, il se prononce pour la levée des barrières douanières sur le blé et contre l'application de la peine du fouet dans l'armée britannique. De 1846 à 1865, il est de nouveau député pour Westminster.

### Fin de vie
En 1861, il est promu général plein[Quoi ?].
Le 9 janvier 1870, il meurt et est inhumé dans le Kensal Green Cemetery de Londres, où sa tombe monumentale est toujours visible.

## Décorations
- Grand-croix de l'ordre de Saint Ferdinand (1837).
- Grand-croix de l'ordre de Charles III d'Espagne (1837).
- Chevalier de 1re classe de l'ordre de Medjidie (1855).
- Grand-officier de la Légion d'honneur (1856).
- Chevalier-grand-croix de l'ordre du Bain (1857 ?).

## Représentation
Vers 1825, le peintre Peter Edward Stroehling (en) fit un tableau de lui. La National Portrait Gallery de Londres a des portraits de lui, dont une photographie de Roger Fenton de 1855.